# 大木良一
大木 良一（おおき りょういち）は、日本のアニメーター。J.C.STAFF所属。

## 参加作品

### テレビアニメ
1994年
- しましまとらのしまじろう（作画監督）

1996年
- 名探偵コナン（原画）

1997年
- 少女革命ウテナ（原画）

1998年
- 魔術士オーフェン（原画）
- 夢で逢えたら（キャラクターデザイン・作画監督）
- イケてる2人（キャラクターデザイン・作画監督）

1999年
- へっぽこ実験アニメーション エクセル・サーガ（作画監督・作画監督補佐）
- 魔術士オーフェン Revenge（原画）

2000年
- KAIKANフレーズ（原画）

2001年
- パラッパラッパー（作画監督）

2002年
- ななか6/17（作画監督・原画）

2003年
- まぶらほ（作画監督・原画、アイキャッチ）

2004年
- 忘却の旋律（作画監督・原画）

2005年
- まほらば〜Heartful days（作画監督・原画）
- 極上生徒会（作画監督・原画）

2006年
- ゼロの使い魔（原画）原画
- あさっての方向。（作画監督・原画）
- ウィンターガーデン（作画監督・原画）

2007年
- のだめカンタービレ（原画）
- ぽてまよ（キャラクターデザイン・総作画監督）
- キミキス pure rouge（作画監督・原画）

2008年
- ゼロの使い魔 〜三美姫の輪舞〜（作画監督・原画）
- とらドラ!（作画監督・原画）

2009年
- ハヤテのごとく!!（作画監督・作画監督補佐・総作画監督・原画）

2011年
- 快盗天使ツインエンジェル〜キュンキュン☆ときめきパラダイス!!〜（キャラクターデザイン・プロップデザイン・作画監督・総作画監督）

2012年
- キルミーベイベー（作画監督・原画）
- 灼眼のシャナIII -Final-（作画監督）
- あの夏で待ってる（原画）
- じょしらく（作画監督総・作画監督）
- さくら荘のペットな彼女（作画監督・作画監督補佐・原画）

2013年
- とある科学の超電磁砲S（原画、第二原画）
- リトルバスターズ! 〜Refrain〜（作画監督・原画）

2014年
- まじもじるるも（作画監督）

2015年
- 下ネタという概念が存在しない退屈な世界（作画監督・原画）
- 監獄学園（作画監督）

2017年
- 南鎌倉高校女子自転車部（キャラクターデザイン・作画監督）
- アリスと蔵六（作画監督補佐、第二原画）
- ツインエンジェルBREAK（作画監督）

2018年
- 斉木楠雄のΨ難 第二期（作画監督）
- あまんちゅ!〜あどばんす〜（作画監督）
- Lostorage conflated WIXOSS（作画監督）
- プラネット・ウィズ（総作画監督）

2019年
- デート・ア・ライブIII（作画監督）
- まちカドまぞく（作画監督・総作画監督・原画）

2020年
- ミュークルドリーミー（作画監督）

2021年
- 舞妓さんちのまかないさん（作画監督）

2022年
- まちカドまぞく 2丁目（料理作監）

2023年
- EDENS ZERO（作画監督）

2024年
- Lv2からチートだった元勇者候補のまったり異世界ライフ（作画監督）
- 魔法使いになれなかった女の子の話（総作画監督）
- やり直し令嬢は竜帝陛下を攻略中（総作画監督）

2025年
- 男女の友情は成立する?（いや、しないっ!!）（作画監督）

### 劇場アニメ
- 劇場版 灼眼のシャナ（2007年、原画）

### OVA
- 風魔の小次郎 夜叉篇（1989年、動画）
- 風魔の小次郎 風魔反乱篇（1992年、原画）
- ハンサムな彼女（1992年、原画）
- ブラック・ジャック（1993年、原画）
- 紺碧の艦隊（1994年、原画）
- 超時空世紀オーガス02（1995年、原画）
- でたとこプリンセス（1997年、作画監督・原画）
- 夢で逢えたら（1998年、キャラクターデザイン・作画監督）
- ぷにぷに☆ぽえみぃ（2001年、原画）
- スカイガールズ（2006年、原画）
- まじもじるるも 完結編（2019年、作画監督）